# Erliquiose humana
A Erliquiose humana é uma zoonose causada por bactérias da família Anaplasmataceae e transmitidas para humanos através da picada do carrapato.
São parasitas intracelulas obrigatórios e existem quatro genogrupos distintos:
1. Anaplasma: representado pelo Anaplasma phagocytophilum causador da Erliquiose humana granulocítica e pela Ehrlichia equi, causadora da erliquiose em ovelhas, alces e cavalos;
2. Ehrlichia: representado pela Ehrlichia chaffensis, causadora da Erliquiose humana monocítica e pela Ehrlichia canis, causadora da doença em cães;
3. Neorickettsia: representado pela Neorickettsia sennetsu;
4. Wolbachia.

Ao infectar os leucócitos circulantes, desenvolvem-se no fagossomo, apresentando característica morfológica distinta denominada mórula.

## Agentes etiológicos e patologias
Cinco espécies foram identificadas como causadoras de infecção nos humanos:
- Anaplasma phagocytophilum, que causa Anaplasmose Granulocítica Humana, anteriormente conhecida como erliquiose granulocítica humana.
- Ehrlichia ewingii, responsável pela Erliquiose Granulocítica Canina,[3] que infecta primariamente renas e cães, sendo depois transmitida à espécie humana. Foi descoberta por Anderson, Greene, Jones e Dawson em 1992;
- Ehrlichia chaffeensis, que causa Erliquiose monocítica humana, descoberta por Anderson, Dawson, Jones e Wilson em 1992;
- Ehrlichia canis, também causadora de Erliquiose monocítica humana, descoberta por Donatien e Lestoquard em 1935;
- Neorickettsia sennetsu

Os últimas duas infecções não estão ainda bem estudadas. Recentemente, foi descoberta uma infecção pela espécie recém-descoberta Panola Mountain Ehrlichia.

## Sinais
A doença é multisistémica com sintomatologia aproximada à da febre exantémica por Rickettsia, porém sem exantema:
- Febre alta;
- Cefaleias;
- Mialgias;
- Atingimento do rim, coração, cérebro;
- Disseminação hematológica e linfática.

A Erliquiose pode também afectar o sistema imune, podendo levar a infecções oportunistas como a candidíase. Se o tratamento for atrasado, a erliquiose pode ser factal. A taxa de mortalidade é inferior a 3%.

## Epidemiologia
Estas bactérias apresentam um período de incubação no organismo de uma semana, após o qual o indivíduo manifesta sintomatologia característica. Utilizam como vectores as carraças (português europeu) ou carrapatos (português brasileiro) presentes em esquilos, ratos, alces, ovinos e equinos.

## Diagnóstico
No exame microscópico, assemelham-se a mórulas no citoplasma dos leucócitos. O exame cultural segue o método padrão e a cultura celular pode demorar até 1 mês.

## Tratamento
A antibioterapia de 1ª linha deve ser levada a cabo antes da chegada da confirmação laboratorial, consistindo em tetraciclina ou doxiciclina. No caso de pessoas alérgicas a drogas da classe das tetraciclinas, a rifampicina é alternativa. Experiências Clínicas recentes sugerem que o cloranfenicol também possa ser efectivo, porém testes de susceptibilidade in vitro revelaram resistência.